# Guardabosone
Guardabosone (piemontesisch Vardaboson) ist eine Gemeinde in der italienischen Provinz Vercelli (VC), Region Piemont.

## Lage und Einwohner

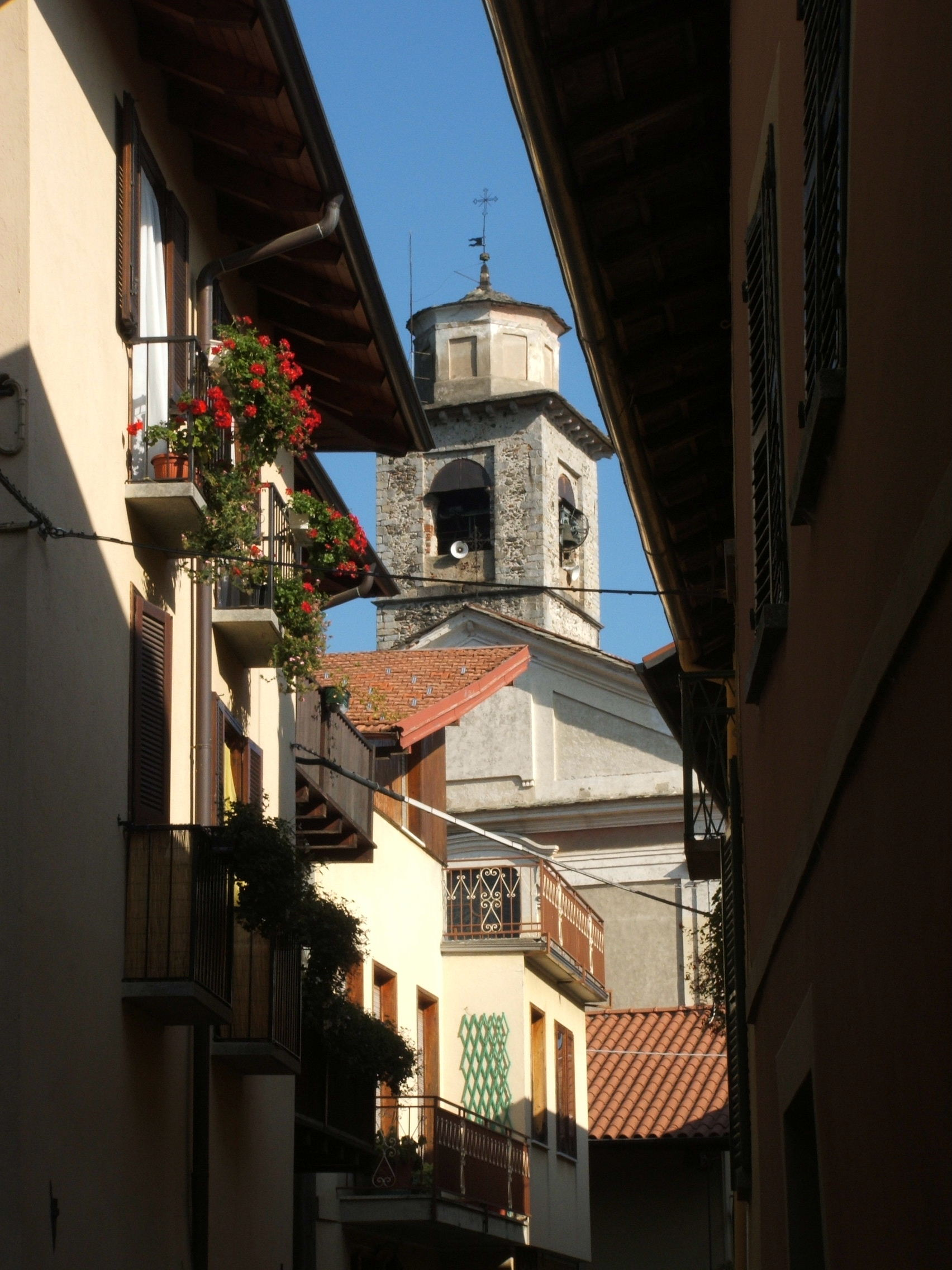
Guardabosone

Guardabosone liegt 51 km nördlich von Vercelli und hat 324 Einwohner (Stand 31. Dezember 2023). Sie liegt im Gebirgstal Valle Séssera und ist Teil der Verwaltungsgemeinschaft Comunità montana della Valle Séssera. Die Nachbargemeinden sind Ailoche (BI), Borgosesia, Caprile (BI), Crevacuore (BI), Postua, Scopa, Scopello und Serravalle Sesia.
Das Gemeindegebiet umfasst eine Fläche von 6 km².